# Exechia nigra
Exechia nigra är en tvåvingeart som beskrevs av Edwards 1925. Exechia nigra ingår i släktet Exechia och familjen svampmyggor. Arten är reproducerande i Sverige. Inga underarter finns listade i Catalogue of Life.